# Stelgistrum
Stelgistrum – rodzaj ryb skorpenokształtnych z rodziny głowaczowatych.

## Klasyfikacja
Gatunki zaliczane do tego rodzaju:
- Stelgistrum beringianum
- Stelgistrum concinnum
- Stelgistrum stejnegeri